# Live in Montreux 69
Live in Montreux 69 è un album live dei Deep Purple, pubblicato nel 2006 ma registrato il 4 ottobre 1969 al Casinò di Montreux, Svizzera, che brucerà due anni più tardi dando alla band l'ispirazione per quella che è la loro canzone più famosa, Smoke on the Water. Da notare tra le tracce la presenza di Speed King e Child in Time, che saranno pubblicate l'anno successivo su Deep Purple in Rock. L'album è noto anche come Kneel & Pray.

## Tracce

### Disco Uno
1. Speed King/Kneel & Pray - 5.54 - (Ritchie Blackmore, Ian Gillan, Roger Glover, Jon Lord, Ian Paice)
2. Hush - 6:20 - (Joe South)
3. Child in Time - 12:38 - (Blackmore, Gillian, Glover, Lord, Paice)
4. Wring That Neck - 20:30 - (Blackmore, Nick Simper, Lord, Paice)

### Disco Due
1. Paint It Black - 10:48 - (Mick Jagger, Keith Richards)
2. Mandrake Root - 22:08 - (Rod Evans, Blackmore, Lord)
3. Kentucky Woman - 6:00 - (Neil Diamond)

## Formazione
- Ian Gillan - voce, percussioni
- Ritchie Blackmore - chitarra
- Roger Glover - basso, voce
- Jon Lord - tastiere
- Ian Paice - batteria, percussioni